# Luigi Giusti
Luigi Giusti, anche attestato come Alvise Giusti (Venezia, 11 novembre 1709 – Vienna, 2 maggio 1766), è stato un librettista italiano cittadino della Repubblica di Venezia.
È spesso confuso con lo zio Girolamo (Alvise) Giusti (1703 – ?), anch'egli librettista.

## Biografia
Luigi (o Alvise come compare in alcuni manoscritti dell'epoca) Giusti nacque da Pietro in una famiglia decaduta dell'alta borghesia veneziana (i cosiddetti cittadini).
Della sua giovinezza si sa poco. Di certo ricevette un'ottima educazione di stampo umanistico sotto la guida di Domenico Lazzarini, docente di letteratura greca e latina all'università di Padova.
In seguito svolse l'attività di letterato presso la corte asburgica a Milano.
È noto soprattutto per il libretto Motezuma, basato sulla storia della conquista del Messico da parte di Hernán Cortés, che fu musicato nel 1733 da Antonio Vivaldi.
Nel 1741 sposò la letterata Francesca Manzoni, che lo lasciò vedovo, due anni dopo, dando alla luce la loro secondogenita.
Fu ospite di Giuseppe Candido Agudio nel suo palazzo di Malgrate posto sul lungolago di Lecco